# Team Novo Nordisk/2022
Deze pagina geeft een overzicht van de Team Novo Nordisk-wielerploeg in 2022.

## Algemene gegevens
Teammanager: Vassili Davidenko
Ploegleiders: Massimo Podenzana, Gennady Mikhaylov
Fietsmerk:

## Renners
| Naam             | Geboortedatum | Nationaliteit       | Ploeg 2021                    |
| ---------------- | ------------- | ------------------- | ----------------------------- |
| Hamish Beadle    | 02-04-1998    | Nieuw-Zeeland       |                               |
| Mehdi Benhamouda | 02-01-1995    | Frankrijk           |                               |
| Sam Brand        | 27-02-1991    | Verenigd Koninkrijk |                               |
| Robbe Ceurens    | 29-06-2001    | België              | Team Novo Nordisk Development |
| Stephen Clancy   | 19-07-1992    | Ierland             |                               |
| Lucas Dauge      | 28-12-1996    | Frankrijk           |                               |
| Gerd de Keijzer  | 18-01-1994    | Nederland           |                               |
| Jan Dunnewind    | 08-07-1998    | Nederland           | Team Novo Nordisk Development |
| Joonas Henttala  | 17-09-1991    | Finland             |                               |
| Declan Irvine    | 11-03-1999    | Australië           |                               |
| Matyáš Kopecký   | 19-01-2003    | Tsjechië            | -                             |
| Péter Kusztor    | 17-12-1984    | Hongarije           |                               |
| David Lozano     | 21-12-1988    | Spanje              |                               |
| Andrea Peron     | 28-10-1988    | Italië              |                               |
| Logan Phippen    | 10-05-1992    | Verenigde Staten    |                               |
| Charles Planet   | 30-10-1993    | Frankrijk           |                               |
| Umberto Poli     | 27-08-1996    | Italië              |                               |
| Filippo Ridolfo  | 08-11-2001    | Italië              | Team Novo Nordisk Development |

### Vertrokken
| Naam             | Geboortedatum | Nationaliteit | Ploeg 2022 |
| ---------------- | ------------- | ------------- | ---------- |
| Oliver Behringer | 20-03-1996    | Zwitserland   | Gestopt    |
| Brian Kamstra    | 05-07-1993    | Nederland     | Gestopt    |
| Samuel Munday    | 04-03-1998    | Australië     | ?          |

## Overwinningen
GP Kranj
Andrea Peron
Alpecin-Deceuninck · B&B Hotels-KTM · Bardiani-CSF-Faizanè  · Bingoal Pauwels Sauces WB · Burgos-BH · Caja Rural-Seguros RGA · Drone Hopper-Androni Giocattoli · EOLO-Kometa · Equipo Kern Pharma · Euskaltel-Euskadi · Gazprom-RusVelo · Human Powered Health · Sport Vlaanderen-Baloise · Arkéa-Samsic · Team Novo Nordisk · Team TotalEnergies · Uno-X Pro Cycling Team
2008 · 2009 · 2010 · 2011 · 2012 · 2013 · 2014 · 2015 · 2016 · 2017 · 2018 · 2019· 2020· 2021 · 2022 · 2023 · 2024 · 2025